# Igor Potiakin
Igor Anatoljewicz Potiakin, ros. Игорь Анатольевич Потякин (ur. 14 września 1955 w Kujbyszewie) – radziecki pływak.

## Życiorys
Igor Potiakin urodził się 14 września 1955 roku w Kujbyszewie w ZSRR. Po raz pierwszy pojawił się podczas Letniej Uniwersjady w 1973 roku w Moskwie, zdobywając dwa srebrne medale w dyscyplinie na 100 metrów stylem grzbietowym oraz w sztafecie 4x100 metrów stylem zmiennym.
W 1974 roku wystąpił na Mistrzostwach Europy w Pływaniu w Wiedniu w Austrii, zdobywając brązowy medal w sztafecie 4x100 metrów style zmiennym. Podczas kariery zdobył sześć narodowych tytułów w dyscyplinach na 100 metrów (1973-1976) i 200 metrów stylem grzbietowym (1974) oraz w sztafecie 4x100 stylem zmiennym (1974).
Potiakin ukończył studia na Uniwersytecie Politechniki w Samarze. Po przejściu na emeryturę został seniorem w pływaniu w kategorii mistrzów, a także zdobył narodowy tytuł w 1996 roku.